# Václav Kára
Václav Kára (7. září 1782 Mladá Boleslav – 15. prosince 1859) byl český římskokatolický duchovní, děkan v Mladé Boleslavi a sídelní kanovník Katedrální kapituly u sv. Štěpána v Litoměřicích v letech 1825-1857.

## Život
Pocházel z Mladé Boleslavi, kde také studoval na piaristickém gymnáziu. Na kněze byl vysvěcen v roce 1808. Od roku 1813 byl děkanem mladoboleslavským. V Litoměřicích se stal vice-ředitelem (vicerektor) diecézního teologického učiliště. Kanovníkem katedrální kapituly sv. Štěpána v Litoměřicích byl ustanoven v roce 1825. Dosáhl funkce generálního vikáře litoměřické diecéze a oficiála církevního soudu. Stal se také předsedou biskupské konzistoře. Papežem byl oceněn titulem papežský tajný komoří. Obdržel státní vyznamenání rytíř císařského řádu Františka Josefa I. a stal se čestným měšťanem mladoboleslavským. Měl v držení statek na "Tejnici". K jeho českým vlasteneckým aktivitám patřilo, že se stal členem Českého muzea a Matice České. Patřil bezesporu k českým obrozencům. Přestože litoměřická diecéze, kterou jako generální vikář, první po litoměřickém biskupovi řídil, měla převahu německy mluvícího obyvatelstva, hlásil se k české vlasti a duchovenstvo obou národností ho přijímalo a vážilo si ho.